# The Tragical History of Romeus and Juliet

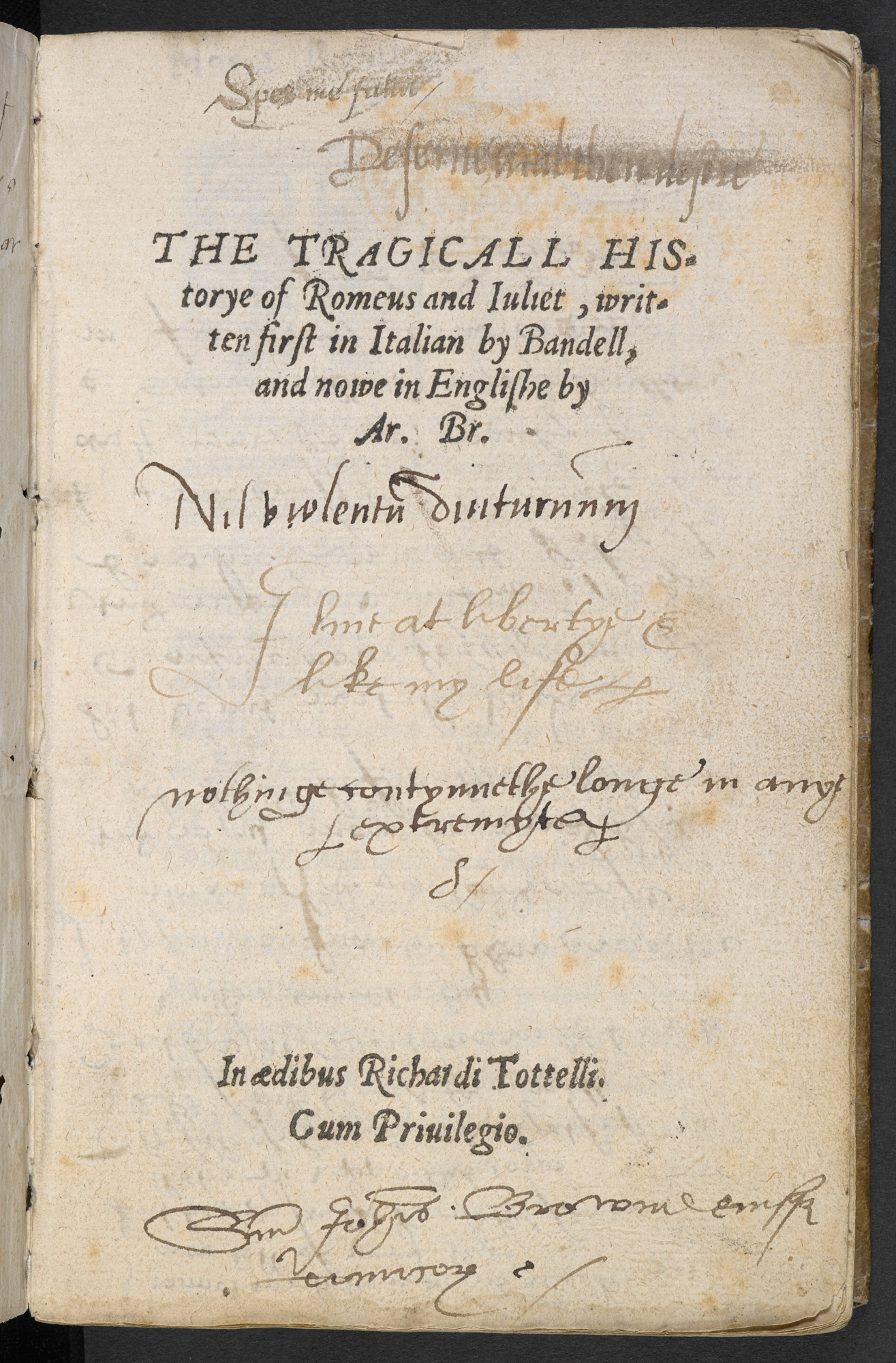
Portada de The Tragical History of Romeus and Juliet.

The Tragical History of Romeus and Juliet (traducción, La trágica historia de Romeo y Julieta) es un poema narrativo publicado originalmente por Arthur Brooke, quien se cree que pudo haberlo traducido directamente de un poema italiano hecho por Mateo Bandello. Es además la fuente principal de la obra de William Shakespeare Romeo y Julieta. 
Algunos investigadores mantienen la teoría de que los guiones de Shakespeare fueron redactados en realidad por Edward de Vere, considerando al poema de Brooke como una composición original del autor de Vere, mismo que fue expandido únicamente para poder ser escenificado como tal.